# Антверпен (футбольный клуб)
«Антве́рпен» (нидерл. Royal Antwerp Football Club) — бельгийский профессиональный футбольный клуб из одноимённого города, образованный в 1880 году и выступающий в Лиге Про — высшем дивизионе футбольных лиг Бельгии. Пятикратный чемпион Бельгии по футболу и четырёхкратный обладатель Кубка Бельгии.
В истории бельгийского футбола известен как старейший футбольный клуб страны и обладатель мартикула «1» в Бельгийской футбольной ассоциации. «Антверпен» — последний из представителей Бельгии, игравший в финале еврокубков (поражение в финале Кубка обладателей кубков 1993 года от итальянской «Пармы»).
Домашние матчи команда проводит на «Босёйлстадион», вмещающем более 16 тысяч зрителей.

## История

### Возникновение
В 1880 году клуб появился под названием Antwerp Athletic Club. Основателями были англичане, работающие в портовых складах и в различных компаниях, находящихся поблизости. В течение нескольких лет эти молодые люди занимались различными спортивными дисциплинами, сначала в песчаных районах «Северного дока», а затем на (военном) маневрирующем поле в Вилрейке. Первоначально Крикет, Теннис и Легкая атлетика были основаны и практиковались там в течение летних месяцев, но не в футболе. В то время термин «футбол» представлял собой регби (оба вида спорта имеют одинаковое происхождение). Эти виды спорта практикуются зимой. Первые следы организованного управления этим клубом датируются началом 1890-х годов. В статьях брюссельского периодического издания «Бельгийские новости и континентальный рекламодатель» (публикуемого на английском языке), регулярно размещалась информация о дружеских футбольных матчах, проводимых Антверпенским клубом. В 1892 году члены Антверпенского спортивного клуба основали футбольную секцию (ассоциация футбола). Они дали ему название «Футбольный клуб Антверпен». Среди членов Антверпенского спортивного клуба присутствовали Гарри Тремасур, Х. Куфаль и Албан Торнберн, которые были молодыми стажерами в мире торговли и верфей. Они оказали влияние на молодых бельгийцев, таких как Эмиля Ван Миген, большого любителя велогонок, Чарльза Пфайффер, Чарльза Аэртс, братьев Эдмонда и Артура Теунис, Чарльза Квантен и будущего чемпиона по легкой атлетике Франсуа Нуджаер, которые присоединились к клубным мероприятиям или участвовали в них. «Антверпен» и «Даринг» начали долгие переговоры с ноября 1892 года. Для достижения соглашения в 1895 году потребовалось много встреч, в том числе с несколькими другими клубами, которые были созданы с течением времени: создание Национальной федерации и первый чемпионат. В то же время, примерно в 1895 году, когда первые «председатели» были англичанами, пост президента вернулся к бельгийцу, отцу Робинсу, а затем к Оскару Молкау.

### Первые неудачи
Неудача в титульной гонке 1900 года закончилась отъездом многих игроков (в основном англичан) из «Антверпена», которые присоединились к недавно основанному спортивному клубу «Беерсхотом». Это было началом великого соперничества между двумя клубами. «Антверпен», лишенный игроков, отказался от участия в сезоне 1900/01. Это был единственный сезон его отсутствия в бельгийском национальном чемпионате. В 1903 году «Антверпен» столкнулся с ещё одной проблемой. Ему пришлось покинуть велодром Зуремборг, и клуб решил арендовать землю в Круисстраате в Киле. Достаточно плохо организованный клуб и его руководство пережили трудные моменты. Президент Оскар Молкау не захотел делиться руководством и подал в отставку. Это не помогло. Его преемник, некий Нагель, пытался восстановить клуб как мог. Но он быстро сдался. Франсуа Верахтерт согласился на должность президента клуба. Несмотря на непростую внутреннюю ситуацию, «Антверпен» впервые стал владельцем своего стадиона в Брудстраате (все еще в Киле). В 1908 году на внутренних выборах в президенты появился молодой человек, 25-летний Анри Элеберс. Бывший вратарь первой команды, Элеберс начал блестящую карьеру в страховом секторе. Это вернуло спокойствие и стабильность в клуб и его руководство.

### Босэйл и новый внутренний кризис
Золотая медаль, завоеванная сборной Бельгии на Олимпийских играх в Антверпене в 1920 году, сыграла важную роль для всего бельгийского футбола, но особенно для Антверпена. Клуб находился в тесноте на своем заводе в Брудстраате и искал новый стадион. Поле Киля, где был построен олимпийский стадион, было слишком дорогим. Возможность возникла в Дёрне, где участок земли в 30 гектаров был выставлен на продажу в месте под названием Босэйл. Приобретение земли стало основой нового внутреннего кризиса, одного из крупнейших, который знал «Антверпен». Менее чем за франк на квадратный метр клуб нашел хорошую сделку. Однако не все было решено. Новый конфликт всколыхнул руководство клуба, включая президента Анри Элеберса и нового человека. Альфред Вердик хотел купить только землю, необходимую для строительства стадиона. Другие (в основном финансисты) увидели в сделке коммерческий аспект и хотели купить всё. Устав от всего этого, Бельгийская Федерация не позволила клубу проводить коммерческие действия. Чтобы удерживать и привлекать инвесторов (и иметь деньги на строительство стадиона), необходимо было обойти регуляторные ограничения. Президент Элеберс подал в отставку. Альфред Вердик вступил в должность президента поочередно с Робертом Хайнцем. Наконец, большинством голосов было решено, что будет куплено только 8 гектаров. Роберт Хайнц и некоторые «сторонники жесткой линии» коммерциализации покинули клуб. 6 января 1923 года «Антверпен» стал ASBL, а Анри Элеберс вернулся в кресло президента. Но проигравшая группа не переварила свою неудачу. Пять лет спустя разногласия начались снова. Стадион Bosuil был открыт 1 ноября 1923 года во время товарищеского матча между сборными Бельгии и Англии. Матч завершился в ничью 2:2. В составе бельгийской команды был только один игрок из Антверпена, нападающий Дэсирэ Бастэн.

### Первый титул и лишение стадиона
У «Антверпена» был самый большой стадион в Бельгии (более 40 000 мест), но его достижения оставляли желать лучшего. Его соперник «Беерсхот» выиграл титул в 1923 году, а затем финишировал в «тройке» или в нижней части таблицы. Сезон 1928/29 годов долгое время был лучшим в истории клуба. Несмотря на это, «Антверпен» снова столкнулся с внутренним кризисом. Владельцы стадиона, больше заинтересованные в финансовом аспекте, чем в футболе, выступали за принятие английского профессионализма, в то время как руководство футбольного клуба хотело сохранить любительский уровень (обязательный в соответствии с федеральными правилами). Внутренние споры перешли в раскол, и «Антверпену» больше не разрешили играть на Босэйл. Защищающиеся лидеры дилетантизма сформировали команду молодых игроков под названием ANTWERP, которые сыграли свои домашние матчи на соперничающих площадках Беерсхот и «Берхем». Многих удивило, когда молодые игроки клуба провели тестовый матч против «Беерсхот» для присвоения титула. В матче против «Мехелена» клуб одержал победу и завоевал свой первый национальный титул. Именно в это время Жосом Лаху был написан гимн клуба «Rood en Wit, Liefdevolle Kleuren» (красный и белый, обожаемые цвета). Национальная коронация принесла спокойствие в клуб. Альфред Вердик настоял на для восстановлении официального названия клуба Royal Antwerp FC. В следующем сезоне клуб упустил второй возможный титул подряд из-за «Серкль Брюгге», который опередил «Антверпен» на одно очко. Но, спустя сезон, клуб отпраздновал второе чемпионство в 1931 году. «Антверпен» снова стал вице-чемпионом в сезонах 1931/32 и 1932/33.

### Венгерский метод и новый кризис
В апреле 1934 года клуб нанял бывшего венгерского футболиста Игнаца Мольнара в качестве нового тренера клуба. Мольнар изначально позаботился о юниорах. Мадьярский техник принес «революционные» методы. Он без колебаний брал своих игроков в кино, чтобы потом вместе поесть в ресторане с их женами или невестами. Среди руководства некоторые критиковали его за отсутствие очень точного плана обучения, в то время, как его сторонники были очарованы новым стилем игры. Команда играла зрелищно и забивала большое количество голов. Венгерское «видение», такое, которое изменило бы имидж футбола двадцать лет спустя. Но в 1930-х годах Мольнар невольно стал источником дальнейших разногласий в руководстве «Антверпена». Он заявил о себе во втором раунде, обыграв с успехом 7:1 «Юнион» (трехкратного чемпиона). Клуб набрал 23 из 26 возможных очков во втором раунде и занял 5-е место. Клуб забил 99 голов, на 37 больше, чем новый чемпион «Даринг». Несмотря на это, руководство проявило большую недобросовестность. Оно поблагодарило Мольнара и отправило его в отставку. Этот факт остался явно не без последствий. В начале сезона 1935/36 между менеджментом и игроками возник спор. Но причина была не в плохих результатах. Игрокам не понравился стиль работы их нового тренера, австрийца Виктора Лёвенфельта. Мерцающий футбол «Антверпена» уступил место более медленной и более стереотипной игре. После серьезного поражения со счетом 1:7 «Стандарду» руководство сочло, что «промолнары» были ответственны за эту горькую неудачу. Луи Сомерс, Джон Мортельманс, Флоран Ламбрехтс и братья Анри, Франс и Альберт Де Декен были отстранены от должности. «Мятежники» покинули клуб и создали «Antwerp Boys», они присоединились к Vlaamse Voetbalbond, фламандской федерации футбола, независимой от URBSFA. Другие влиятельные игроки тоже присоединились к «Antwerp Boys». Они выстроили команду высокого уровня, которая выиграла четыре титула подряд. Но эта победа власти, которая отразила мятежников, стоила «Антверпену» высокой цены. Потеря талантливых братьев Де Декен была глубоко ощутима. В наше время согласование быстро вступает во владение, но в конце 1930-х годов умы лидеров не должны были принимать малейшее восстание. Но не все приняли патерналистские и «старомодные» взгляды старого руководства. Среди сторонников возникли два потока идей и образовались два клана. «Verbond der Antwerpsupporters», которые перегруппировались в клуб сочувствующих и «Un Aktiekomiteit der Antwerpsupporters» (предок нынешних клубов болельщиков Федерации ван Антверпена — FASC) родился и регулярно критиковал руководство клуба.

### Годы войны
В конце августа 1939 года бельгийское правительство объявило всеобщую мобилизацию. В сентябре нацистская Германия вторглась в Польшу. Началась Вторая мировая война. Бельгийский союз не позволил сезону 1939/40 начаться до ноября. Позже сезон был окончательно остановлен. После того как весной 1940 года немецкие войска заняли территорию Бельгии, регулярные футбольные соревнования были остановлены, а команды принимали участие в региональных турнирах. В течение сезона 1940/41 провинциальные и региональные комитеты организовывали соревнования внутри своей провинции (чрезвычайные чемпионаты или военные чемпионаты). Почти все клубы могли использовать свои объекты, и большинство игроков были демобилизованы, хотя страна всё ещё была оккупирована. Тем не менее, путешествия было трудно организовать (отсутствие транспортных средств, мало поездов). Команды собрали своих игроков в шесть часов утра, когда не было полуночи. В некоторых случаях команды выезжали в субботу, чтобы прибыть вовремя на воскресный матч. В 1944 году, «Антверпен» завоевал свой 3-й национальный титул. Союзные войска вступили в Бельгию в сентябре 1944 года. Освобождение страны не было гладким. Регион Антверпена был важным стратегическим пунктом с портом и каналом Альберта, и в нём шли тяжёлые бои. Стадион клуба пострадал. Сезон 1944/45 был прерван после начала битвы в Арденнах. Официальные соревнования возобновились с сезона 1945/46. «Антверпен» с честью защищал свой титул, добытый в 1944 году, но занял только 2-е место, уступив титул «Мехелену».

### «Золотые пятидесятые»
На заре 1950-х годов «Антверпен» значительно изменился. От тех, кто играл в 1944 году, осталось не так много футболистов. Клуб был очень активен на трансферном рынке. Пришли молодые таланты из антверпенского кампина: Йос Ван Гиндерен, Стэн де Баккер и Леон Воутерс, которые окажутся важными в новом десятилетии. В 1953 году Антверпен (как и многие другие бельгийские клубы) нанял английского тренера. Гарри Гейм хотел использовать профессиональные методы. Элементы, всё ещё изучаемые, пали жертвой этого выбора. Это было в случае с талантливыми Эдди Бертельсом и Эдди Воутерсом. В отсутствие нескольких тренировок эти ребята сыграли менее половины встреч с резервом. В течение двух сезонов «Антверпен» боролся за титул. В год своего 75-летия клуб занял 10-е место, но выиграл Кубок Бельгии, разгромив в финале 4:0 «Ватершей Тор». В течение сезона 1956/57 годов клуб не делал сенсационных переходов. Кроме того, «Антверпен» потерял двух игроков. Эдди Воутерс отправился учиться в США (где он был чемпионом в команде из Нью-Йорка), а Жеф ван дер Линден несколько раз получал травмы. Вратарь Фижис также получил травму, и его заменил молодой Вим Корманс. Этот вратарь стал открытием сезона. Он совершал регулярные сейвы и вселял уверенность в команду. У Андерлехта было более богатое и полное руководство, но «Антверпен» был более последовательным. Четвертый (и последний на сегодняшний день) титул клуба был выигран с отрывом в 6 очков над вторым местом. Клуб дебютировал в Европе в сезоне 1957/58. Команда была особенно избалована, так как судьба доверила ему честь встретиться с мадридским «Реалом» (двукратным обладателем Кубка европейских чемпионов с 1956 года). 31 октября 1957 года клуб дебютировал в еврокубках. Более 55 000 человек собрались на стадионе Босэйл. Несколько антверпенских компаний дали своим сотрудникам полдня выходного. Антверпен провел необычный матч против мадридского гиганта. Констант Де Баккер взорвал стадион, когда он сравнял счёт. Но «Антверпен» не смог удержать ничейный счёт. На 61 минуте Альфредо Ди Стефано забил гол, который вывел «Реал» вперёд. Матч завершился победой «Реала» 2:1. 28 ноября 1957 года в ответной игре «Антверпен» был разгромлен 0:6 и покинул турнир. Во внутреннем сезоне 1957/58 правила были существенно изменены, поэтому когда и «Антверпен», и льежский «Стандард» набрали одинаковое кол-во очков, чемпионом был признан именно клуб из Льежа, так как потерпел четыре поражения, а «Антверпен» пять. Перед сезоном 1958/59 «Антверпен» отпустил своих ветеранов: Стана де Баккера, Луи Вербруггена и Боба Мертенса. Был приобретён Флоран Богез. Руководство клуба испытывало недостаток в амбициях по сравнению с «Андерлехтом» и «Стандардом», которые росли с каждым годом.

### Неудачные шестидесятые
«Антверпен» не хотел заполнять выезды и посты считались более слабыми. Клуб позволил поколению 1950-х годов закончить свою карьеру и сделать ставку на молодых людей, которых они обучали. Эта политика считалась «полупрофессиональной». Клубы Льежа или Брюсселя, тоже ограничивались этим. В среднесрочной перспективе «Антверпен» был вынужден покупать, а затем покупать снова, чтобы продолжать оставаться в числе сильнейших клубов страны. Время для собственного обучения прошло, вопрос самодостаточности больше не был. Пришлось искать в другом месте то, чего у нас не было. Больше нельзя было согласиться на команду из 16 игроков. Гарри Гейм это понял. Успешный тренер покинул клуб и вернулся в Грецию в «Панатинаикос». В сезоне 1964/65 «Антверпен» оказался в катастрофической ситуации. Нет игровой системы, не было перспектив на будущее. Виктор Мес, который закончил свою карьеру в 37 лет, считался лучшим футболистом клуба. «Антверпен» изо всех сил пытался найти ему замену. Восемь разных игроков наигрывались. Клуб не поддерживал Высший дивизион до предпоследнего дня, когда победил «Дист» со счётом 1:0. Руководство клуба, наконец, проснулось и осуществило переводы на 5 млн. Форинтов (около 700 000 евро сегодня), что в то время было существенной суммой. Одной из самых важных покупок был Урбейн Сегерс, быстрый нападающий из «Гента». Из «Льерса» был куплен отважный и трудолюбивый плеймейкер Вилли Ван Дер Ви. Но наиболее эффективной был трансфер молодого 20-летнего футболиста, купленного у «Васланд-Беверен». Паренёк собирался преуспеть в карьере. Это был Вилфрид Ван Мур. Клуб вернул английскую игру Гарри Гейма. Клуб смог прожить спокойный сезон, далекий от пугающей борьбы за сохранение прописки в высшем дивизионе предыдущего сезона. Это было лучше, но все еще далеко от вершины. Менеджмент думал об обратном и был доволен этой трансферной кампанией. Реальность была совсем другой. В крупных структурах, претерпевающих серьезные изменения, профессиональный футбол должен был стать широко распространенным среди бельгийской элиты (даже если для создания Профессиональной лиги потребуется еще десять лет) и направление не сесть на правильный путь. В то время как в других местах премии были пересмотрены в сторону повышения, «Антверпен» ничего не изменило. Игроки всё ещё не тренировались в течение дня, в отличие от других клубов. В начале сезона 1967/68 у игроков «Антверпена» было обнаружено несколько травм. Тренер Гейм подал в отставку и был заменен Виктом Месом. Но ему не удалось вытащить клуб из дна турнирной таблицы. Впервые в своей истории «Антверпен» вылетел в низший дивизион. Вылет вызвал волну протеста среди сторонников. Демонстрации были организованы у ворот стадиона. Группы сторонников обвинили неподвижность управления, которое они считали ответственным за понижение в классе. Генеральная ассамблея была созвана 20 июня 1968 года. Профессор Фернан Коллин считал себя ответственным и подал в отставку с поста президента. Он признался, что был сторонником защиты любительского спорта. Не секрет, что он предпочел «учебную школу для молодежи». Временный комитет во главе с Джосом Лаху (композитором гимна клуба) был создан, чтобы обеспечить будущее клуба. Эдди Ваутерс, Жюльен Бойденс, Рик Бугертс, Марсель Флорус и Луи Бастен входили в состав этого комитета по чрезвычайным ситуациям. После долгих обсуждений 20 марта 1969 года Эдди Ваутерс, который первоначально отказывался, но всё же принял пост председателя Исполнительного комитета («Самая большая ошибка в моей жизни» он будет часто повторять позже эту фразу). Клуб вступил в новую эру, которая привела бы клуб к успеху.

### Тренер Ги Тис
Сезон 1968/69, первый во 2-м дивизионе клуба, был неприятным, но задача была выполнена. В последний момент «Берхем» всё ещё мог обогнать «Антверпен», чтобы стать чемпионом 2-го дивизиона. Но когда сторонники Антверпена узнали по радио, что желтых и черных избивают в «Вервье», они вторглись на газон Ватершей. Рефери Витал Лору должен был очистить поле. Матч вскоре возобновился, и Карел Бейерс сравнял счёт в Антверпене в эйфорической атмосфере. Произошло второе вторжение в землю, и мистер Лору немного остановил игру. «Антверпен» вернулся в высший дивизион. В сезоне 1970/71. Ошибка «Стандарда» спасла клуб от дальнейшего вылета. «Стандард» выиграл 2:0 на Босэйл, но они выставили четырех иностранных игроков. Правила на тот момент позволили только трёх. Антверпенская компания подала жалобу, и Федерация согласилась. Она удостоилась успеха 5:0 благодаря конфискации с клубом. На этом запись закончилась, потому что, несмотря на потерю двух очков, «Стандард» выиграл титул с преимуществом над «Брюгге», но этот успех, достигнутый на «зеленом ковре», был решающим для «Антверпена», который благодаря двум восстановленным единицам набрал 24 очка в конце сезона. «Антверпен» не набрал ни одного очка в последних матчах, в то время как «Шарлеруа», сделал ужасное возвращение, но потерпел неудачу, набрав 23 очка. Без промаха «Стандарда», «Антверпен» бы настиг Зебр и снова был отправлен обратно во 2 дивизион. Тогда у руководства клуба была хорошая идея нанять тренера Ги Тиса. В то время бывший игрок «Беерсхота» и «Стандарда», был ещё мало известен в тренерской профессии. Его главный подвиг состоял в том, чтобы вывести «Васланд-Беверен» в элиту и предложить мерцающий стиль игры, который заработал клуб по прозвищу «маленький Андерлехт». Утверждая себя в качестве прекрасного психолога (что он позже подтвердил во главе с «Антверпеном»), Тис вернул «Антверпен» на высокие позиции. В «Антверпене» мастером игры был австриец Карл Кодат. В сезоне 1973/74 команда проиграла в полуфинале Кубка Бельгии и стала вице-чемпионом страны. Следующий сезон стал самым длинным в истории чемпионата Бельгии. В чемпионате было насчитано 20 клубов (рекорд). Королевская бельгийская футбольная ассоциация, где только что была создана «Профессиональная лига», увеличился ее высший дивизион с 16 до 18 клубов. Это было сделано в три этапа в течение трёх сезонов: с 16 до 20, затем снижение до 19 и, наконец, до 18. В 1975 году «Антверпен» с австрийцем Альфредом Ридлом снова стал вице-чемпионом и проиграл финал Кубка Бельгии «Андерлехту». В течение этого сезона коммерческая реклама была впервые разрешена на майках клуба. Первым спонсором стала компания «Белл» (телекоммуникации). «Антверпен» назывался одним из главных фаворитов сезона 1975/76. Руководство клуба продемонстрировало свои амбиции на трансферном рынке. Одной из сильных сторон этой команды был её атакующий стиль. Старт чемпионата был безупречным. Клуб потерял только одно очко в первых пяти турах. Карл Кодат выдал удивительную результативность в четырех матчах, в одном из них был матч с английским клубом «Астон Вилла» он сделал дубль, благодаря чему выбил англичан из турнира в первом раунде Кубка УЕФА. Но тогда неудача выпала на большую часть команды. Многие игроки получили небольшие травмы, а некоторые получили травмы, которые требовали хирургического вмешательства и длительной повторной проверки. Босэйл принял вид больницы. Когда игрок вернулся, ему не хватило темпа, и он не мог выполнять свои усилия без вынужденной остановки. Ги Тис несколько раз выстраивал в ряд по три-четыре юниора! Когда начался второй раунд Кубка УЕФА, «Антверпен» должен был отказаться от своих претензий и закончил еврокубки в середине классификации. Сторонники не сразу осознали последствия этого катастрофического сезона. Некоторые из травмированных ещё не были восстановлены, чтобы начать следующий сезон. Новая команда должна была быть восстановлена. Ги Тис покинул клуб по вызову Федерации. Он взял на себя от Раймонда Гуталса в качестве федерального тренера. «Антверпен» не хотел препятствовать продвижению, которое было сделано его тренеру. Джеф Влиерсстал стал новым тренером клуба. В конце сезона Карл Кодат покинул клуб после шести великолепных сезонов. Великий период закончился для команды. В конце 1976 года Луи Де Фриз был назначен «Директором по расширению и продвижению» с целью дальнейшей профессионализации клуба.

## Соперничество
Антверпен разделяет ожесточенное соперничество с соседями по городу «Беерсхотом», хотя в 2000-х и 2010-х годах два клуба встречались редко, когда они встречаются, обычно наблюдается стычки со стороны фанатов. Антверпен часто считают культурным клубом с разнообразной поддержкой между классами по всему городу, в то время как у «Беерсхот» есть либо высококвалифицированный рабочий класс, либо поддержка высшего класса, локально базирующаяся в Южном Антверпене. Сторонники «Беерсхот» часто называют фанатов «Антверпена» «евреями» или евреями из-за того, что для того, чтобы добраться до стадиона Антверпена «Босуил», они должны пройти через еврейский квартал, в то время как сторонники «The Great Old» называют последователей «Беерсхот» «крысами». «Антверпен» также разработал давнюю конкуренцию с «Брюгге». У них также есть местное соперничество с «Мехеленом», хотя существует взаимное уважение из-за общей ненависти к «Беерсхот». Также «Антверпен» имеет долгосрочную партнёрскую программу с «Манчестер Юнайтед», позволяющую молодым игрокам «красных дьяволов» получать игровую практику в бельгийском клубе.
Лучшие футболисты Антверпена и Роттердама оспаривали ежегодный матч между 1909 и 1959 годами на Кубок Мезе и Шельды (Маасен Шельде Бекер). Было решено сыграть в игру на антверпенском стадионе «Босуил» в Бельгии и на стадионе Гет Кастел в Спарте Роттердам в Нидерландах. Кубок был предоставлен в 1909 году П. Хавенитом из Антверпена и Кесом Ван Хасселтом из Роттердама.
В сезоне 2018/19 Антверпен закончил в конце регулярного чемпионата на 6-е месте, но в дополнительном турнире повысился до 4-го места и вышел в плей-офф чемпионов. В результате клуб сыграл в финале плей-офф Лиги Европы против победителя плей-офф «Шарлеруа». После победы со счетом 3:2 Антверпен получил право участвовать в третьем отборочном раунде Лиги Европы 2019/20. В середине мая 2020 года ассоциация решила не продлевать истекающий контракт с Ласло Бёлёни. Через несколько дней Иван Леко выступил в качестве тренера сезона 2020/21.

## Достижения

### Национальные
- Чемпионат Бельгии:
  - Чемпион (5): 1928/29, 1930/31, 1943/44, 1956/57, 2022/23
  - Вице-чемпион (11):  1895/96, 1924/25, 1929/30, 1931/32, 1932/33, 1945/46, 1955/56, 1957/58, 1962/63, 1973/74, 1974/75
- Кубок Бельгии:
  - Обладатель (4): 1954/55, 1991/92, 2019/20, 2022/23
  - Финалист: 1975
- Суперкубок Бельгии:
  - Обладатель: 2023
  - Финалист: 1992
- Второй дивизион Бельгии по футболу:
  - Победитель (2):  2000, 2017

### Международные
- Кубок обладателей кубков УЕФА:
  - Финалист: 1992/93
- Вызов Севера
  - Победитель (3): 1902, 1906

## Состав
| 1  | Франция    | Вр  | Жан Бюте                    | 1995 |  |  |  |  |  |
| 81 | Бельгия    | Вр  | Нильс Девалькенер           | 2004 |  |  |  |  |  |
| 91 | Бельгия    | Вр  | Сенне Ламменс               | 2002 |  |  |  |  |  |
|    |            |     |                             |      |  |  |  |  |  |
| 2  | Бельгия    | Защ | Кобе Корбани                | 2005 |  |  |  |  |  |
| 3  | Бельгия    | Защ | Бьорн Энгелс                | 1994 |  |  |  |  |  |
| 5  | Аргентина  | Защ | Аиртон Коста                | 1999 |  |  |  |  |  |
| 6  | Гана       | Защ | Денис Одои                  | 1988 |  |  |  |  |  |
| 23 | Бельгия    | Защ | Тоби Алдервейрелд (капитан) | 1989 |  |  |  |  |  |
| 25 | Бельгия    | Защ | Желль Батай                 | 1999 |  |  |  |  |  |
| 26 | Болгария   | Защ | Росен Божинов               | 2005 |  |  |  |  |  |
| 33 | Бельгия    | Защ | Зено Ван Ден Босх           | 2003 |  |  |  |  |  |
|    |            |     |                             |      |  |  |  |  |  |
| 4  | Нидерланды | ПЗ  | Джайро Ридевалд             | 1996 |  |  |  |  |  |

| 7  | Суринам    | ПЗ  | Джирано Керк         | 1995 |  |  |  |  |  |
| 8  | Бельгия    | ПЗ  | Деннис Прат          | 1994 |  |  |  |  |  |
| 9  | Суринам    | ПЗ  | Тьяронн Шери         | 1988 |  |  |  |  |  |
| 10 | Бельгия    | ПЗ  | Мишель-Анж Баликвиша | 2001 |  |  |  |  |  |
| 11 | Швеция     | ПЗ  | Якоб Ондрейка        | 2002 |  |  |  |  |  |
| 20 | Мали       | ПЗ  | Маамаду Думбия       | 2004 |  |  |  |  |  |
| 30 | Германия   | ПЗ  | Кристофер Скотт      | 2002 |  |  |  |  |  |
| 46 | Бельгия    | ПЗ  | Милан Смитс          | 2004 |  |  |  |  |  |
|    |            |     |                      |      |  |  |  |  |  |
| 14 | Эквадор    | Нап | Антони Валенсия      | 2003 |  |  |  |  |  |
| 18 | Нидерланды | Нап | Винсент Янссен       | 1994 |  |  |  |  |  |
| 19 | Нигерия    | Нап | Виктор Удо           | 2004 |  |  |  |  |  |
| 11 | Бельгия    | Нап | Герард Вандеплас     | 2006 |  |  |  |  |  |

## Форма

### Домашняя
| 2019/20 | 2020/21 | 2021/22 | 2022/23 | 2023/24 |

### Гостевая
| 2019/20 | 2020/21 | 2021/22 | 2022/23 | 2023/24 |

### Резервная
| 2019/20 | 2020/21 | 2021/22 | 2022/23 | 2023/24 |

Источники:,